# Portul Santos
Portul Santos este cel mai mare port al Braziliei si al Americii de Sud, este situate in centrul statului São Paulo, iar instalatiile portului se intend peste un estuary cuprins intre insulele Sao Vicente si Santo Amaro, la 345 km de Rio de Janeiro.
Limitele portului sunt:
a) aliniamentul paralelei de 240 02’7 S in limitele Munduba Hill si Ponta do Itaipu.
b) Mar pequeno
c) canalul portului Santos
d) canalul Piacaguera
Linia de incarcare pentru zona tropice.
Traficul annual este de 43 mil. tone de marfa si 565000 TEU.
Informatii inainte de sosire
Comunicatii
Radio: Statia de coasta Santos comunica prin VHF pe canalul 16, iar canale de lucru sunt: 24, 25, 26 si 27.
VHF : canalul 16 (pilotaj) , canalele: 10, 11 si 13 (veghe permanenta).
Caracteristici maxime nave cu pescaj de maxim 28 ft sin u depasesc 750 ft in lungime pot intra sau iesi din port pe orice stare de mare, ziua si noaptea.
Navigatia
Canal de intrare este marcat pe Harta 1701 de DHN (Oficiul Hidrografic) care contine toate informatiile necesare cu privire la balizaj, adancime si lumini.
Adancimea principala a sectiunilor B si C este 11.5 m; in sectiunea D si in canalul Piacaguera este 10 m. Navele cu pescaj peste 36 ft trebuie sa manevreze pet imp de HW (mare inalta). Nave cu LPP peste 205 m, nu pot intra pe canal.
Pilotaj pilotajul este obligatoriu pentru nave sub pavilion brazilian peste 500 tdw si pentru toate navele straine, precum si pentru tancuri.
Pilotul se ambarca sau debarca in partea de S a canalului de intrare la travers de paralelul de 240 00’5 S, in apropierea insulei Palmas. Cand ajung, navele pot ancora fara pilot, dar nu trebuie sa taie canalul. Serviciile pilotului sunt solicitate cu 2 ore inainte prin Radio Santos sau prin VHF pentru canalul 16 (pilotaj), care mentine o veghe constanta pe canalele: 10, 11 si 13.
Daca conditiile meteo interzic pilot la bord, nava trebuie sa ramana la ancora, pana vremea se imbunatateste. Daca  debarcarea pilotului este imposibila, acesta va fi debarcat in cel mai apropiat port.
Ancoraj Harta 1701 indica zonele de ancoraj si limitarile zonei. Navele care au de efectuat operari in port, pot ancora in mijlocul zonei de ancoraj 1 si 2 pentru o perioada de 24 de ore. Traficul si ancorajul navelor in apropierea fortaretei militare a Itaipu si Guaruja este interzis; toate navele trebuie sa pastreze o distanta de 100 m de la vecinatatea Itaipu Hill si Munduba Hill.
Restrictii accesul pe canal si in zona portului a fost dragat pana la 13 m si continua pana la adncimea de 13.5 m. Oricum adancimea la cheu la dana de marfuri generale nu trebuie sa depaseasca 31 ft la HW si poate fi mai mic de 27–28 ft la LW. Viteza maxima permisa pe canal este de 6 Nd, cu exceptia cazurilor de urgenta. Pe canal Piacaguera navigatia este permisa numai cate o nava pe canal si doar pe timpul zilei.
Remorcaj 7 remorchere disponibile, echipate cu radio (canalurile VHF: 10, 13, si 16) cu puteri de 1000-1680 CP. 13 remorchere mici disponibile cu puteri de 250-880 CP. Folosirea a 2 sau mai multe remorchere este obligatory pentru canalul Piacaguera. Pentru restul danelor si canalelor sunt necesare 2 remorchere. Navele intre 4000-10000 tdw vor fi remorcate de 1 echipaj si cele peste 10000 tdw vor fi remorcate de 2 remorchere.
Maree si curenti cresterea sau micsorarea nivelului marii are valori de aproximativ 1.5 m. Intensitatea curentilor de mare ajunge pana la 1 Nd pe timpul HW si 1.4 Nd in timpul LW.
Timp: GMT + 3 ore.
Dane si marfa
Portul s-a dezvoltat de-a lungul unui estuary limitat de insula Santo Amaro in E si insula Cabo Vicente la W. Santos este un port multifunctional, echipat cu facilitati moderne pentru transportul marfurilor generale, minereu, produse lichide si in vrac, containere, Ro-Ro. Este principalul port pentru exportul de cafea, banane, produse din bumbac, autovehicule si principalul port pentru marfuri finite si sare.
Lungimea peretilor cheului pentru urmatoare dane este:
a) minereu: lungime 6013 m; mijlocul portului (cheul Saboo New) 800m lungime si 11 m adancime; insula Barnabe cu lungime 300 m si adancime 10 m
b) marfuri speciale: marfuri refrigerate dupa descarcare sunt depozitate in depozite reci. Destinatarul este respunzator pentru stivuirea marfii.
c) sulfura: poate fi descarcata de-a lungul cheului, unde sunt operate de macarale de 6 tone echipate cu motor automat